# Maria Pasło-Wiśniewska
Maria Pasło-Wiśniewska (Szamotuły; 27 de Março de 1959 — ) é um político da Polónia. Ela foi eleito para a Sejm em 25 de Setembro de 2005 com 7062 votos em 39 no distrito de Poznań, candidato pelas listas do partido Platforma Obywatelska.